# وانگشی، لیاونینگ
وانگشی، لیاونینگ (به لاتین: Wangshi) یک شهرک در جمهوری خلق چین است که در Haicheng واقع شده‌است. وانگشی ۴۳ متر بالاتر از سطح دریا واقع شده‌است.